# Corredor de Wakhan

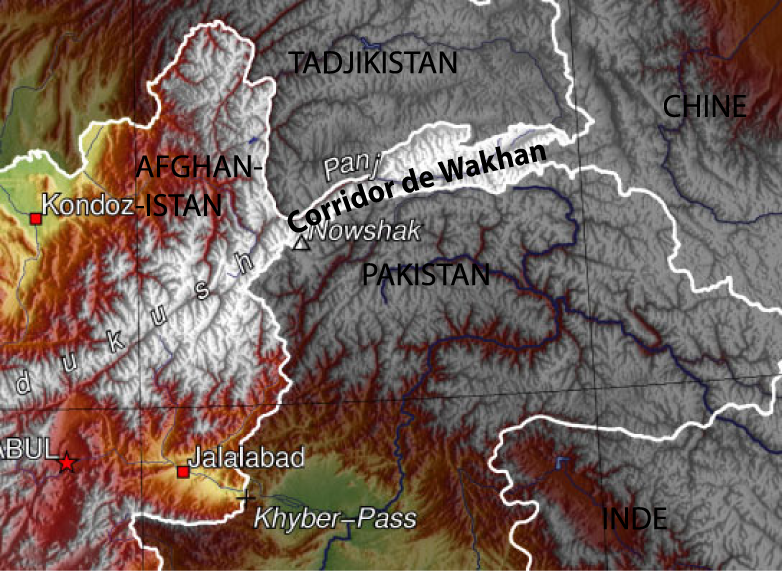
Corredor de Wakhan

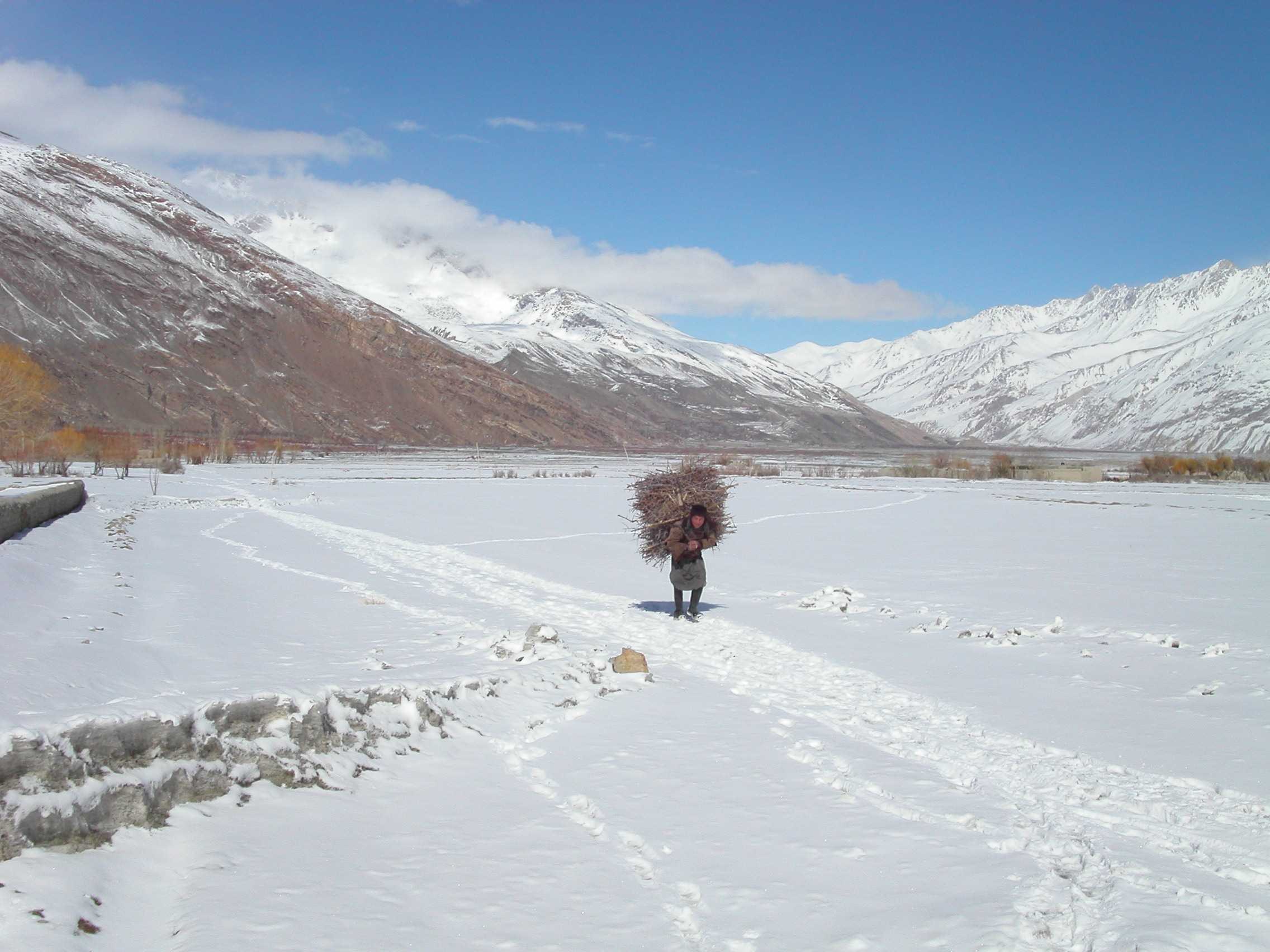
Paisagem do Corredor de Wakhan.

O Corredor de Wakhan (também chamado de Corredor de Vakhan) é um estreito corredor (um cabo de frigideira) na província de Badaquexão no Afeganistão. Está localizado na cordilheira de Pamir, fazendo fronteira com o Tajiquistão a norte, Paquistão a sul e a China a leste, na região de Wakhan.
Foi criado no final do século XIX pelo Império Britânico para impedir a Rússia de chegar à Índia (que na época abrangia o atual Paquistão) durante o Grande Jogo.
O corredor é escassamente povoado, tendo como principal residente o povo Wakhi e um pequeno número de quirguizes. No seu extremo leste, o Wakhjir é um passo de montanha através do Indocuche, que atinge um máximo de 4.923 m de altitude, e tem a maior diferença horária fronteiriça no mundo, de (UTC+4:30 no Afeganistão para UTC+8 na República Popular da China).